# Jérémy Gélin
Jérémy Gélin (Quimper, 24 aprile 1997) è un calciatore francese, difensore del Panserraïkos.

## Caratteristiche tecniche
È un difensore centrale.

## Carriera

### Club
Cresciuto nelle giovanili del Rennes, ha esordito in prima squadra il 25 ottobre 2017 in un match di Coupe de la Ligue vinto 2-1 contro il Digione.

### Nazionale
Ha giocato nelle nazionali giovanili francesi Under-17, Under-18, Under-19, Under-20 ed Under-21.
Nel 2016 ha vinto gli Europei Under-19.

## Statistiche

### Presenze e reti nei club
Statistiche aggiornate all'8 ottobre 2020.
| Stagione        | Squadra         | Campionato      | Campionato | Campionato | Coppe nazionali | Coppe nazionali | Coppe nazionali | Coppe continentali | Coppe continentali | Coppe continentali | Altre coppe | Altre coppe | Altre coppe | Totale | Totale | Totale |
| Stagione        | Squadra         | Comp            | Pres       | Reti       | Comp            | Pres            | Reti            | Comp               | Pres               | Reti               | Comp        | Pres        | Reti        | Pres   | Reti   |        |
| --------------- | --------------- | --------------- | ---------- | ---------- | --------------- | --------------- | --------------- | ------------------ | ------------------ | ------------------ | ----------- | ----------- | ----------- | ------ | ------ | ------ |
| 2017-2018       | Rennes          | L1              | 28         | 0          | CF+CdL          | 1+4             | 0               |                    | -                  | -                  |             | -           | -           | 33     | 0      |        |
| 2018-2019       | Rennes          | L1              | 22         | 0          | CF+CdL          | 4+0             | 0               | UEL                | 7                  | 0                  | -           | -           | -           | 33     | 0      |        |
| 2019-2020       | Rennes          | L1              | 14         | 0          | CF+CdL          | 3+0             | 0+1             | UEL                | 0                  | 0                  | SF          | 1           | 0           | 18     | 0      |        |
| Totale carriera | Totale carriera | Totale carriera | 64         | 0          |                 | 12              | 1               |                    | 7                  | 0                  |             | 1           | 0           | 84     | 1      |        |

## Palmarès

### Club
- Coppa di Francia: 1

Rennes: 2018-2019

### Nazionale
- Campionato d'Europa Under-19: 1

2016